# امپراطوری زمین: هنر برتری
«امپراطوری زمین: هنر برتری» (انگلیسی: Empire Earth II: The Art of Supremacy) یک بازی ویدئویی در سبک راهبرد بی‌درنگ است که توسط Vivendi Games و در سال ۲۰۰۶ منتشر شد. «امپراطوری زمین: هنر برتری» در پلت‌فرم مایکروسافت ویندوز منتشر شده‌است.